# GO! GO! MANIAC
《GO! GO! MANIAC》是2010年日本TBS系電視動畫《K-ON!!》的片頭曲，由劇中的校園樂團「放學後TEA TIME」演唱。2010年4月28日由Pony Canyon發行單曲。分為初回限定盤和通常盤兩種版本。同期片尾曲《Listen!!》亦作為單曲同日發售。
「放學後TEA TIME」是指《K-ON!》櫻高輕音部中的五位成員——平澤唯、秋山澪、田井中律、琴吹紬和中野梓——組成的樂團名稱，實際上演唱的是五名角色的聲優，即豐崎愛生、日笠陽子、佐藤聰美、壽美菜子和竹達彩奈。其中，這首歌的主唱是平澤唯（豐崎愛生配音），其他人擔當伴唱。

## 概要
本單曲分為初回限定盤和通常盤兩個版本，唱片封面不同，並沒有附送如握手券或活動先行預約券等贈品。
《K-ON!》上一首片頭曲《Cagayake!GIRLS》也是由Tom-H@ck作曲及編曲。他表示，跟上次創作《Cagayake!GIRLS》時搞不清楚《K-ON!》世界觀，只抱着創作一首女子搖滾樂團風格的心態不同；這次的《GO! GO! MANIAC》是Tom-H@ck在知曉聲演平澤唯的豐崎愛生聲線和演技如何後，將音階升到「衝擊感最強的音階（アタック感が一番出るキーに）」，也把速度提升快至每分鐘250拍左右。Tom-H@ck為第二季片頭曲就寫了大約27首候補音樂，為此感到有壓力。
主唱豐崎愛生在接受訪問表示這首歌「由豐崎愛生來唱是唱不來的」，但經由飾演平澤唯一角，就能夠開心地唱出來，上不去的音階也能唱上去了。
2019年9月1日，適逢《K-ON!》播映十週年，「放學後TEA TIME」的五位聲優在埼玉超級競技場舉辦的「Animelo Summer Live 2019 -STORY-」演唱會第三日中作為神秘嘉賓，演唱了《Don't say "lazy"》和《GO! GO! MANIAC》，現場歡呼聲雷動。
2019年12月1日，Tom-H@ck在Twitter上發文，表示認真覺得《GO! GO! MANIAC》是一首「改變了歷史」的歌曲，「如同強力的元氣彈般的能量壓縮在裏面」。

## 紀錄
《GO! GO! MANIAC》於發行首天（2010年4月27日）以2.5萬張的銷量奪得Oricon單曲每日排行榜的第1名，片尾曲《Listen!!》亦以2.4萬張的銷量拿下同日第2名。《GO! GO! MANIAC》連續六天保持Oricon日榜第1名，並獲得Oricon每週單曲排行榜2010年5月10日的第1名。
這是Oricon公信榜成立43年以來，首次有以動畫角色名義發行的單曲在週榜上排行第1名，以聲優單曲而言是繼水樹奈奈的《PHANTOM MINDS》後的第2例。
此外，同樣以動畫角色名義發行的《Listen!!》奪得排行榜第2名，和《GO! GO! MANIAC》獨佔排行榜第1、2名。這以女性歌手而言，初次登場便獨佔1、2名的單曲，繼松田聖子1983年的《鑽石瞳孔／泛黃的照片》、《玻璃蘋果／SWEET MEMORIES》創下紀錄以來，相隔了26年6個月、Oricon公信榜史上的第3例。
本單曲在首發銷售方面，以約8.3萬張超越《K-ON!》第1期片尾曲《Don't say "lazy"》的約6.7萬張，以及（為《哈姆太郎》配音的聲優組合）的約7.0萬張（2001年），創下角色名義單曲的最高首發銷售紀錄。以聲優單曲來看，也僅次於林原惠的《don't be discouraged》（1997年），為歷年來首發銷售數量的第2名。

## 收錄曲目
1. GO! GO! MANIAC
作詞：大森祥子；作曲、編曲：Tom-H@ck
電視動畫《K-ON!!》的片頭曲。
2. Genius…!?
3. GO! GO! MANIAC（instrumental）
4. Genius…!?（instrumental）

## 翻唱
- Hello, Happy World! (ハロー、ハッピーワールド)（CV: 弦卷心／伊藤美來）：收錄在手機遊戲《BanG Dream! 少女樂團派對》，以及後於2019年3月16日發行的專輯《BanG Dream! 少女樂團派對翻唱合集Vol.2》

## 外部連結
- PONY CANYON的唱片介紹
- 網上翻唱